# Trångsund
För andra betydelser, se Trångsund (olika betydelser).
Trångsund är en kommundel av Huddinge kommun i Stockholms län vars bebyggelse till större delen ingår i Stockholms tätort. Trångsund har en area av 5,57 km² med 9 223 invånare (2021) varav 22 procent med utländsk bakgrund. Kommundelen ligger i Huddinges nordöstra del och gränsar i norr till Farsta strand och Larsboda i Stockholms kommun och sjöarna Drevviken och Magelungen (delar av vattenområdet ingår i Trångsund). I sydost ansluter kommundelen Skogås, i söder Sjödalen-Fullersta och i väster Stuvsta-Snättringe. I Trångsund ingår åtta delområden (från öst till väst): Sjöängen, Nytorp, Stortorp, Hammartorp, Fållan, Mellansjö, Orlångsjö och Svartvik. Ågesta och Vidja ingick tidigare men utgör sedan 2018 den egna kommundelen Vidja-Ågesta.

## Äldre historia
Namnet "Trångsund" härrör från det trånga sundet (det trängsta) i den närliggande Drevviken. Första gången Trångsund nämns är i den geometriska jordeboken från 1636 där det omtalas ett torp kallat trånge sundh som lydde under Östergården i Länna by. År 1685 beskrivs torpet vara med nödtorftiga och wällbehållna Huus försedt. Av torpet blev så småningom en mindre herrgård. På sent 1600-tal tillhörde det Söderby säteri i Österhaninge socken.
År 1762 blev arkitekt Carl Fredrik Adelcrantz ägare till Trångsunds gård och han lät uppföra en ny mangårdsbyggnad. Adelcrantz, som på sin gård tagit sig an en mängd fattiga släktingar och vänner, fick dock svårt att klara kostnaderna och 1789 tvingades han sälja Trångsund till sin gode vän direktören i diskontokontoret Johan Henrik Scharp. Dennes släktingar sålde 1903 gården vidare till Gustaf Nordström, som i sin tur 1911 sålde den till överste Christian Lovén. Gården är sedan 1936 i familjen Dinkelspiels ägo och är Ulf Dinkelspiels barndomshem.
Av de tidigare lännatorpen skulle Fållan vid Magelungen få viss betydelse. På 1700-talets mitt blev området bebyggt med sommarnöjen av välsituerade stockholmare, där en av gästerna var skalden Carl Michael Bellman, som här tillbringade sommaren 1773 och skrev tjugotre dikter. I dikten Öfver värdens bortovaro från Follan skildrade Bellman sin vän Magnus Zetterman och Fiskafänge, som numera fått titel av begynnelseorden Opp Amaryllis, diktade han till sin stora kärlek Wilhelmina Norman. Vid en kulle mot sjön Magelungen kan man se fyra lindar från Bellmans tid, som fick namnet "Bellmanslindarna". Fållan blev även riksbekant under slutet av 1960-talet på grund av de starka protester som framfördes mot ett motorvägsbygge (Nynäsvägen) som planerades rakt genom området. Evert Taube var en av dem som lade in sina protester mot vägbygget och för räddande av Fållans gård, men protesterna hjälpte inte fullt ut; vägen byggdes och gården bevarades.
En av Trångsunds trakter är Ågesta vid Ågestasjön omnämns redan år 1397 efter en Gudmund i Ågesta. Namnet kommer förmodligen av det fornsvenska personnamnet Aghi (Åke). Ett annat förslag är att det kommer av läget vid Ågestasjön. Ågesta (i agastum) bestod 1535 av tre gårdar. Kvar finns idag Ågesta gård med rötter från 1600-talet.
Trångsund har liksom Skogås länge varit en genomfartsbygd med transportleder mot Handen, Nynäshamn och Dalarö. Redan tidigt användes sjön Drevviken som transportväg för virke från Hanvedenskogarna till Stockholm.  En av Stockholms viktiga färdvägar söderut var Dalarövägen där Länna gästgivaregård var "det enda mellan Stockholm och Dalehamn" (Dalarö).

## Nyare historia

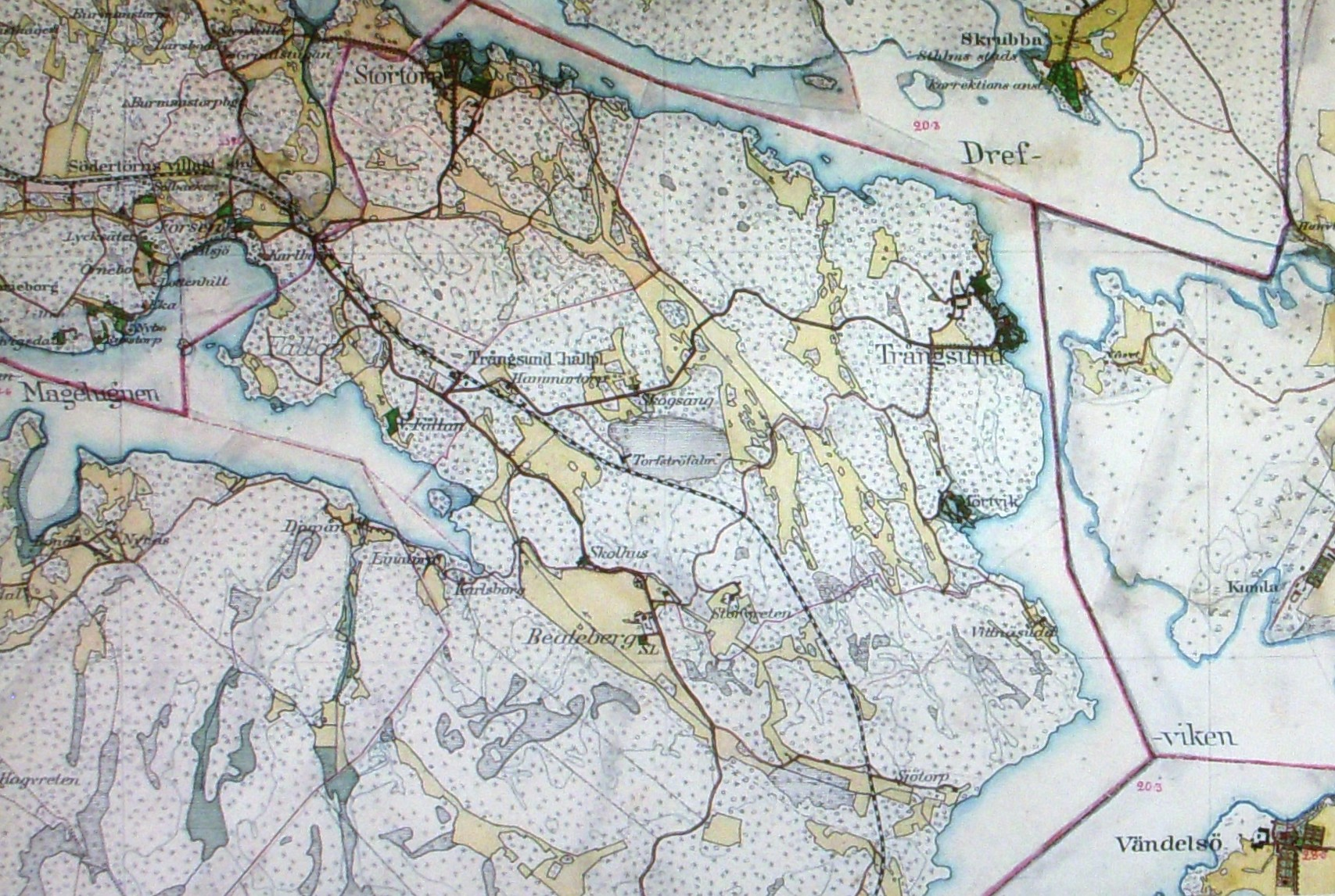
Trångsund med omgivning 1901-1905.

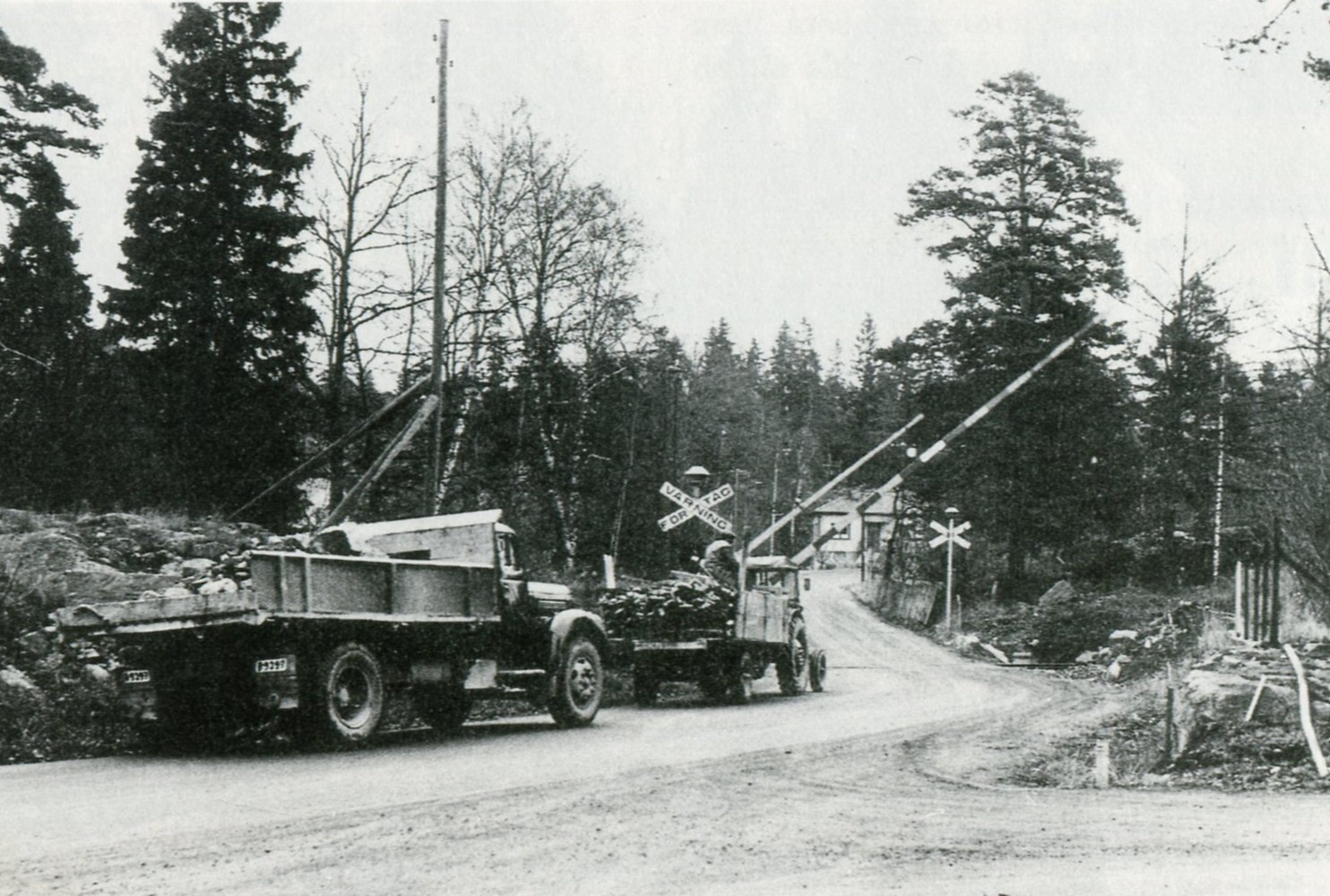
Trångsundsvägens järnvägskorsning 1950.

Kring sekelskiftet 1900 fanns, förutom äldre gårdar och torp bara några enstaka hus i dagens Trångsund. Några år innan första världskrigets utbrott byggdes försvarslinjen Södra Fronten genom Huddinge och Tyresö. Ett av forten längs linjen finns ännu kvar i västra Trångsund. Det rör sig om Magelungsfortet som numera ligger inklämd mellan Nynäsvägen och Gamla Nynäsvägen. 
En ny era kom med Nynäsbanan som stod klar 1901 med egen järnvägsstation i Trångsund. Men på grund av första världskrigets nödår dröjde det till slutet av 1920-talet innan de uppgjorda styckningsplanerna omsattes. Först bebyggdes mark längs Nynäsbanan och vid stationen och under 1930- och 1940-talen ökade byggverksamheten. I trakten Stortorp skapades mellan 1911 och 1928 över 600 tomtplatser och i trakten Sjöängen avstyckades fastigheter från Trångsunds herrgård. 
Egendomen Vidja 1:1 i trakten Vidja styckades 1910 upp i 36 lotter av varierande storlek som sedan genom vidare styckning gav cirka 500 tomter. En av huvudexploatörer var AB Hem på landet. Företaget köpte upp och styckade tomter som försåldes sedan till arbetare och lägre tjänstemän. Utbyggnaden skedde huvudsakligen på 1940-talet. Vidja blev till ett utpräglat sommarstugeområde. Idag är dock majoriteten av de kring 500 fastigheterna permanentbebodda.
På 1950-talet förvärvade kommunen mark norr och öster om Trångsunds station, här skulle det byggas flerbostadshus. Stadsplanen fastställdes hösten 1958 och visade sju 8-våningspunkthus, flera 3 och 4-våningslängor och en skoltomt. Det följde flera stadsplaner och i början av 1960-talet byggdes det för fullt både flerfamiljshus och småhus i Trångsund. År 1957 invigdes Tacksägelsekyrkan (även kallad Trångsunds kyrka). Byggnaden är ritad av arkitekten Sture Frölén. Under 1960-talet fick Trångsund även sitt centrum med det vanliga utbudet av affärer och samhällsservice. Trångsunds centrum, som domineras av ett stort tolvvåningshus har på senare tid förtätats med nybyggen. På västra sidan om Trångsunds station uppförs för närvarande (2012) nya flerbostadshus.
Ågestaverket, var Sveriges första kommersiella kärnkraftverk som togs i drift 1964 och nedlades 1974. Det producerade främst fjärrvärme till Farsta men även elenergi som matades ut på elnätet. Anläggningen är idag (2011) ett övningsfält för Stockholms brandförsvar.

## Bilder

Natur
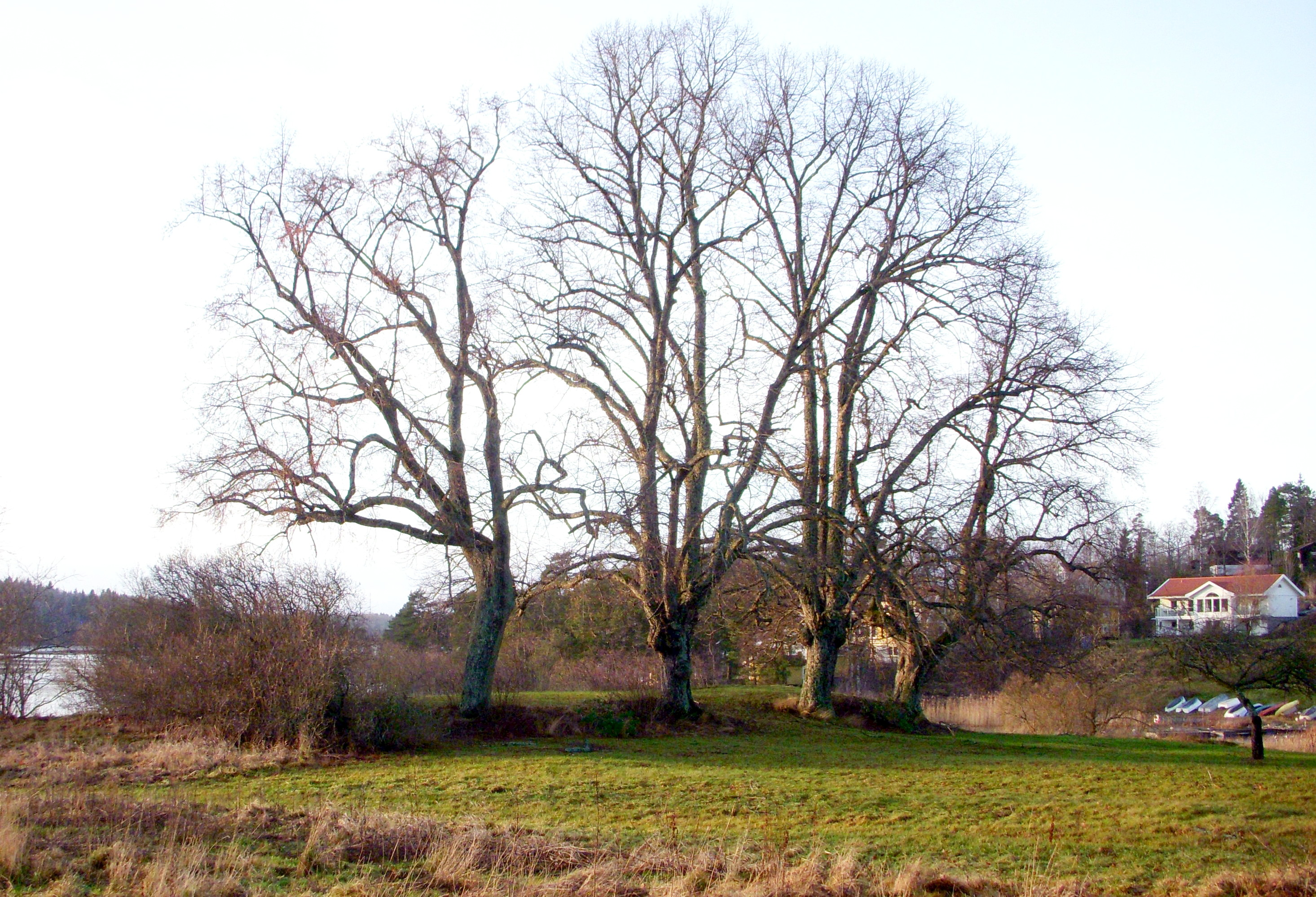
Bellmanslindarna.
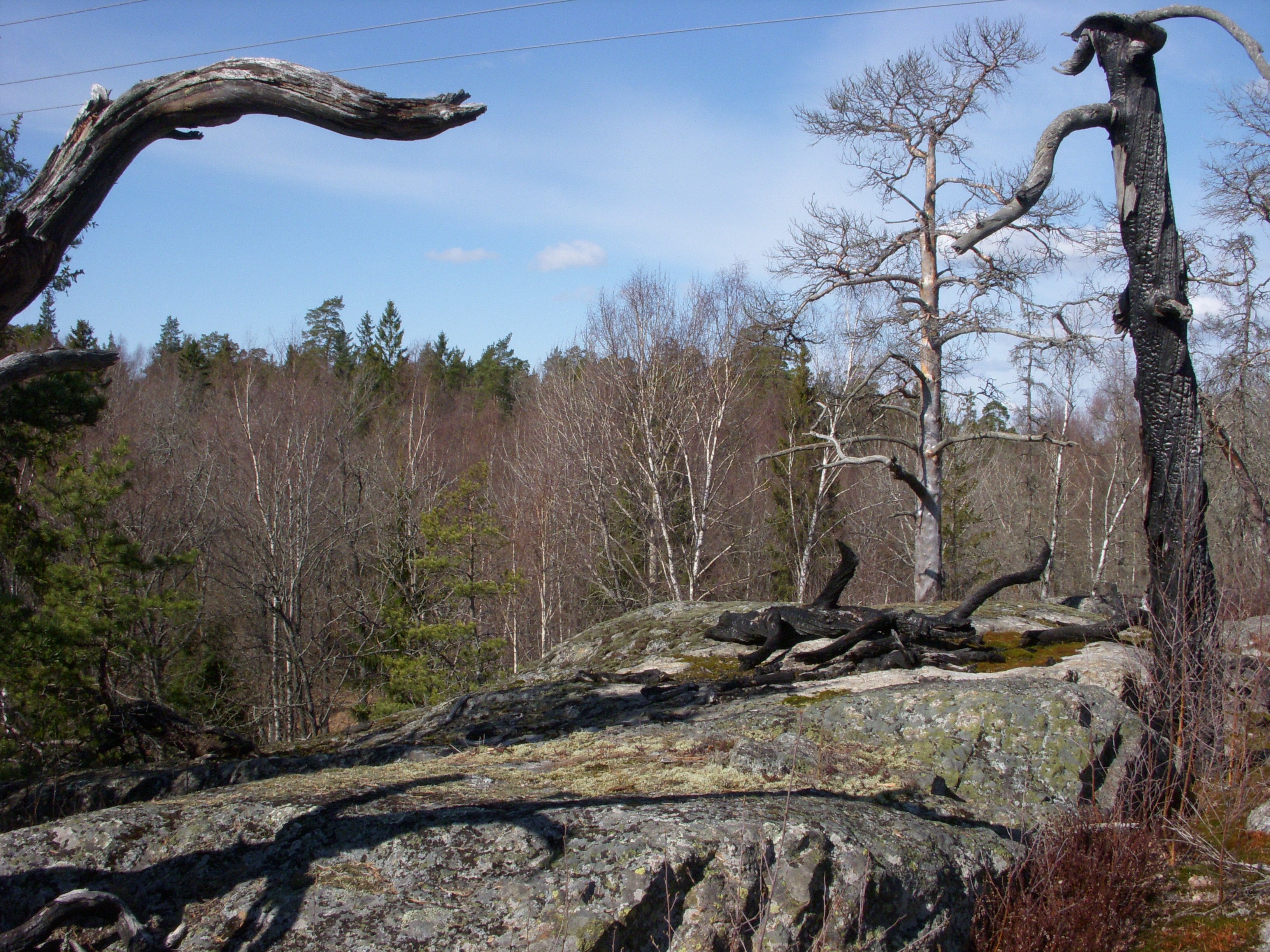
Trångsundsskogen
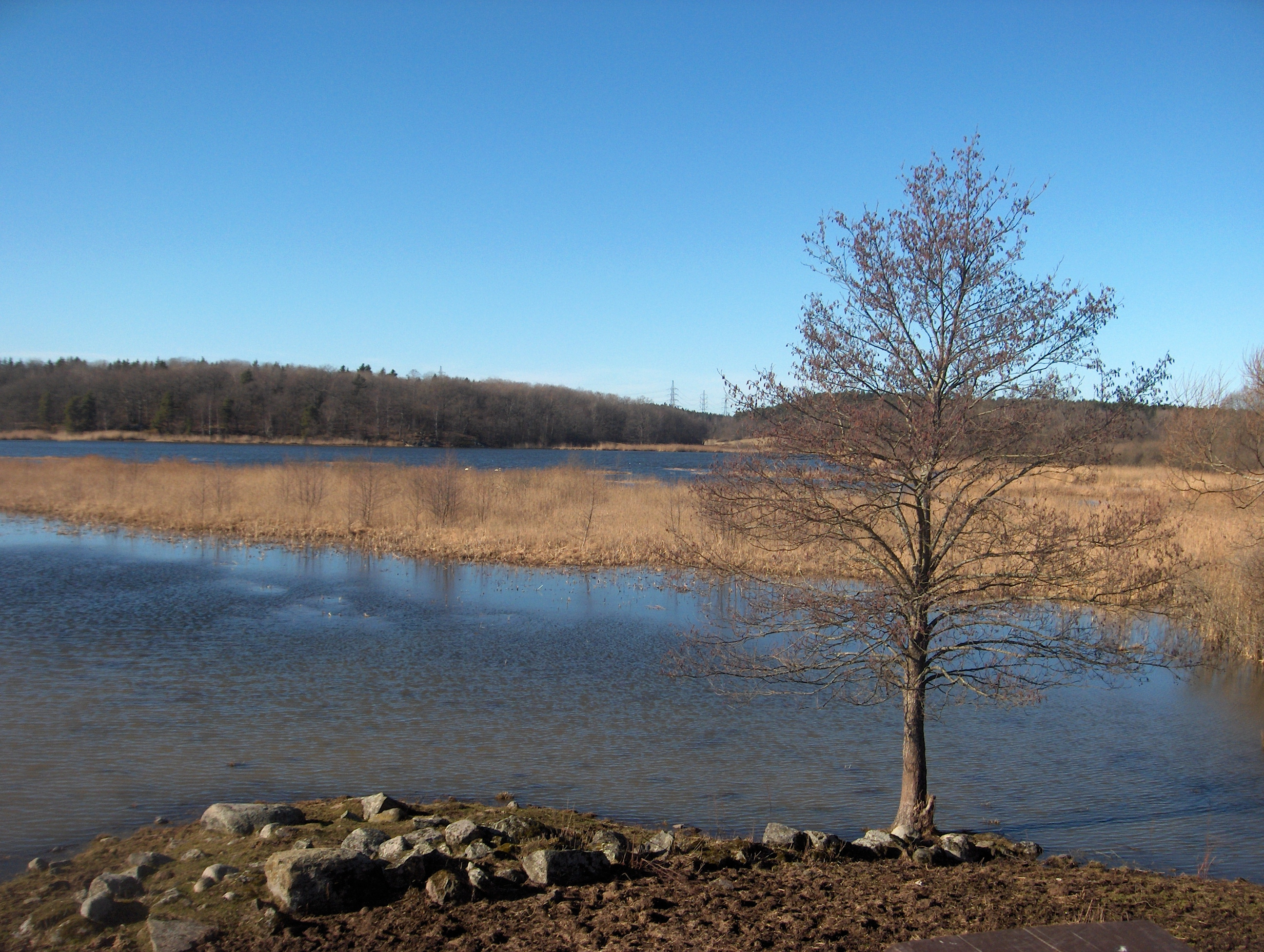
Ågestasjön
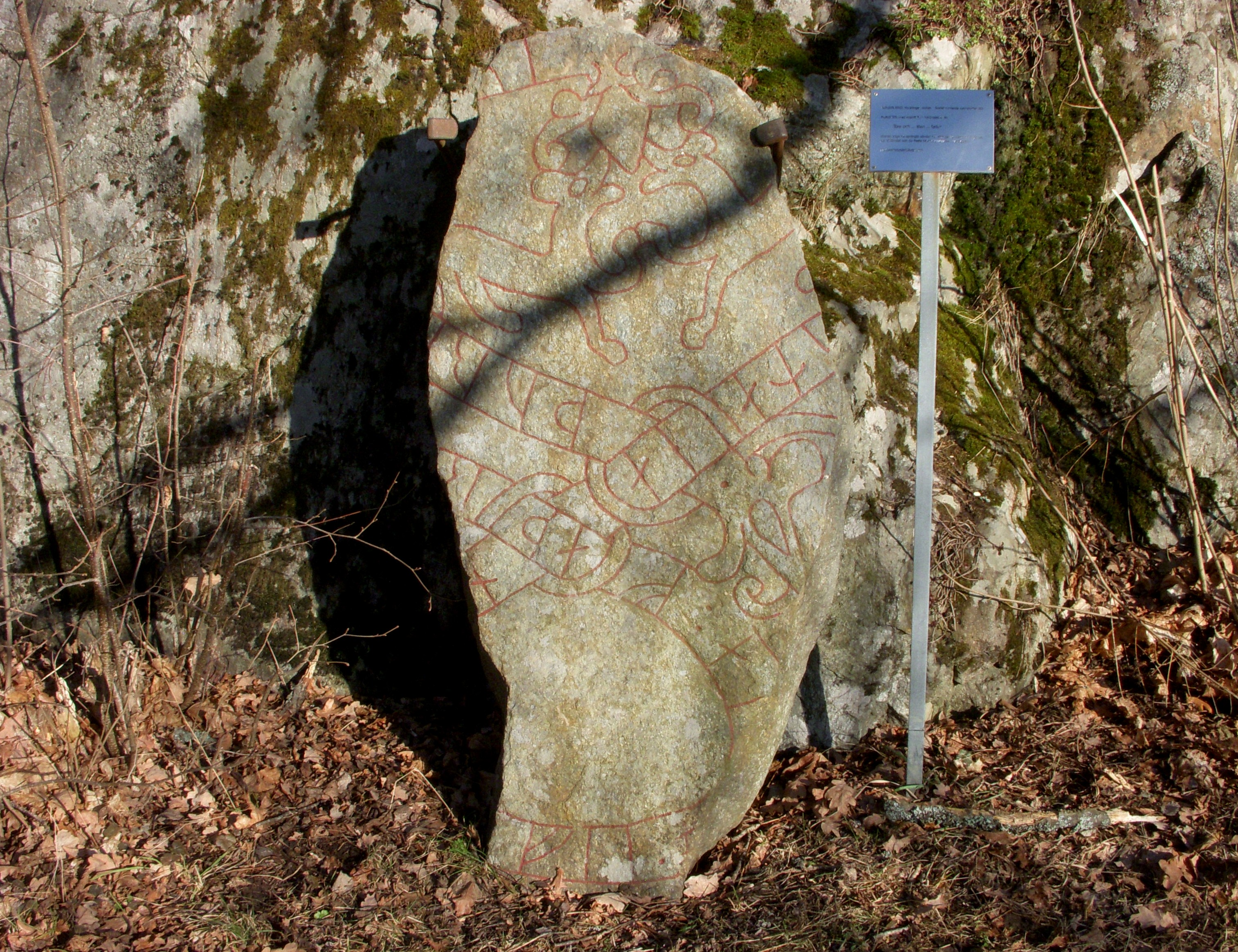
Runsten Sö 301
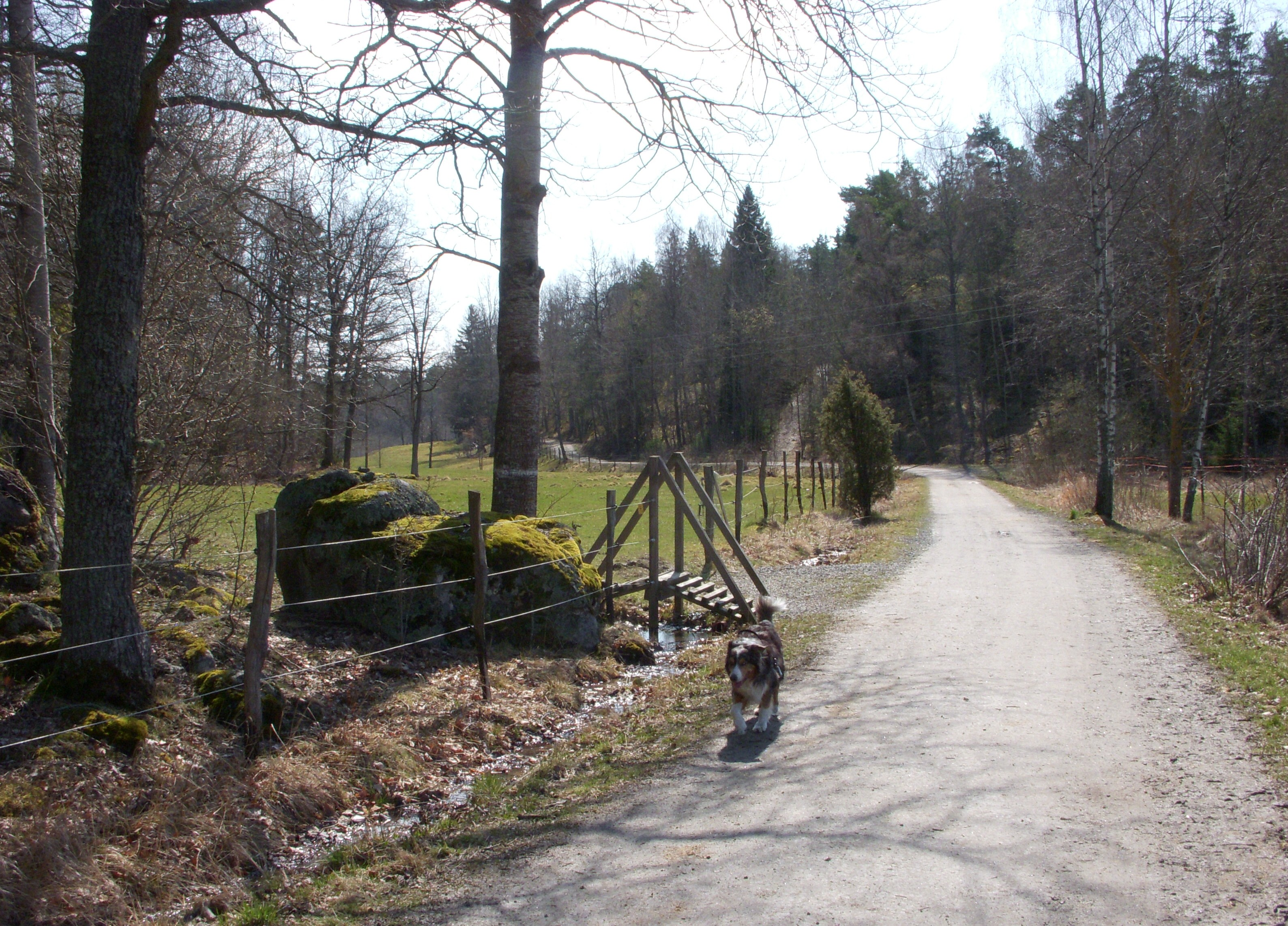
Skolleden

Byggnader
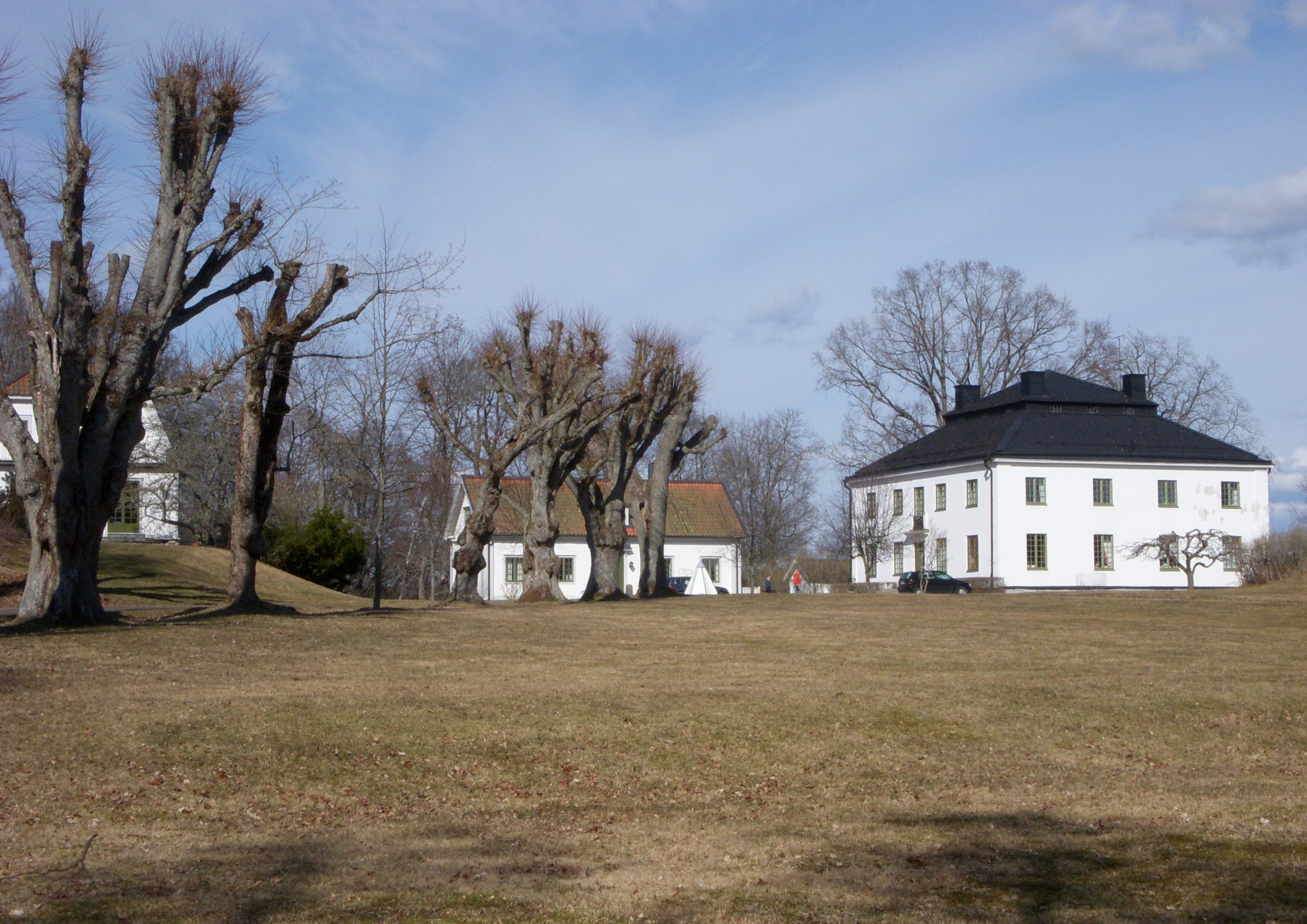
Trångsunds gård.
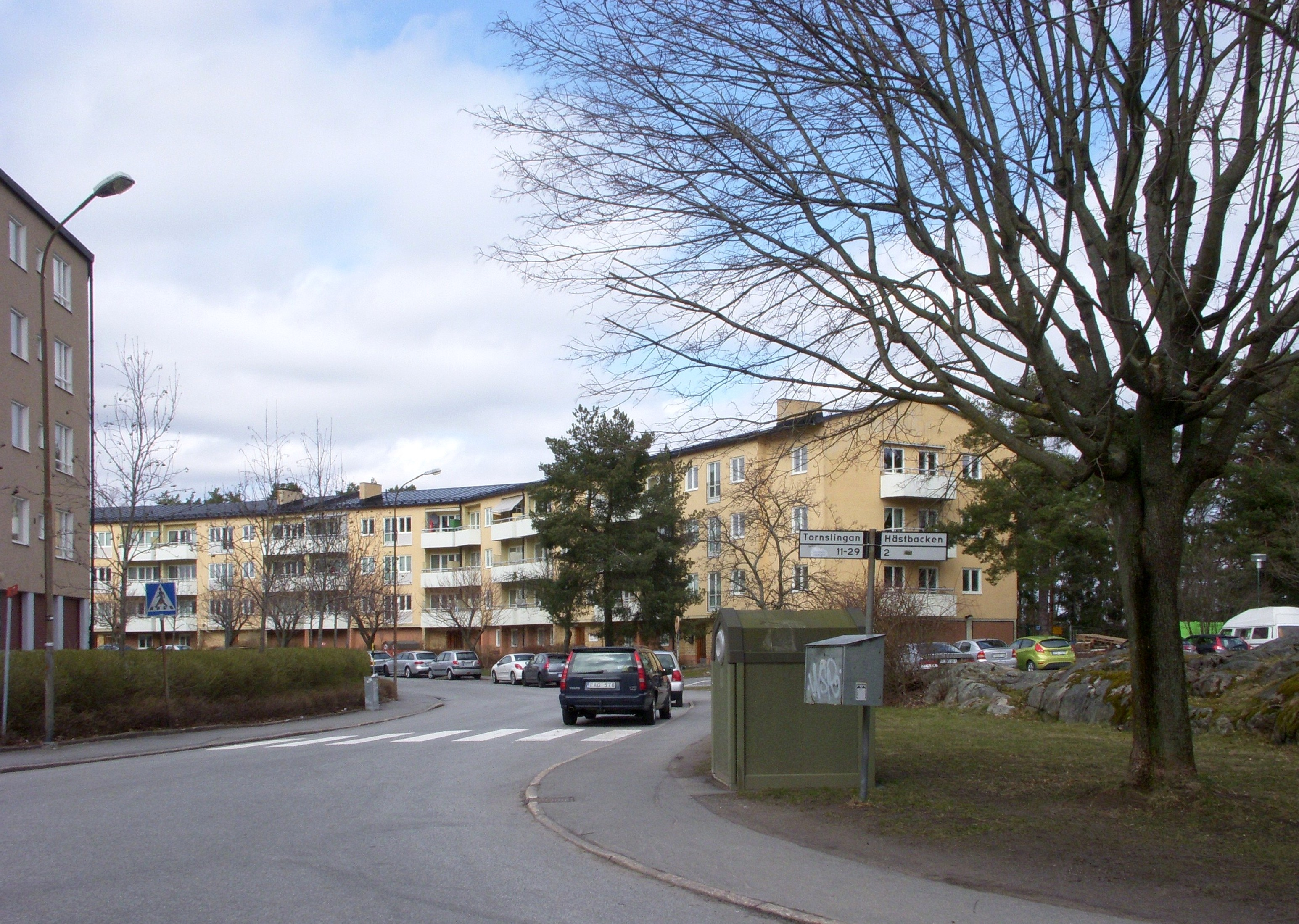
Låghusbebyggelse vid Tornslingan
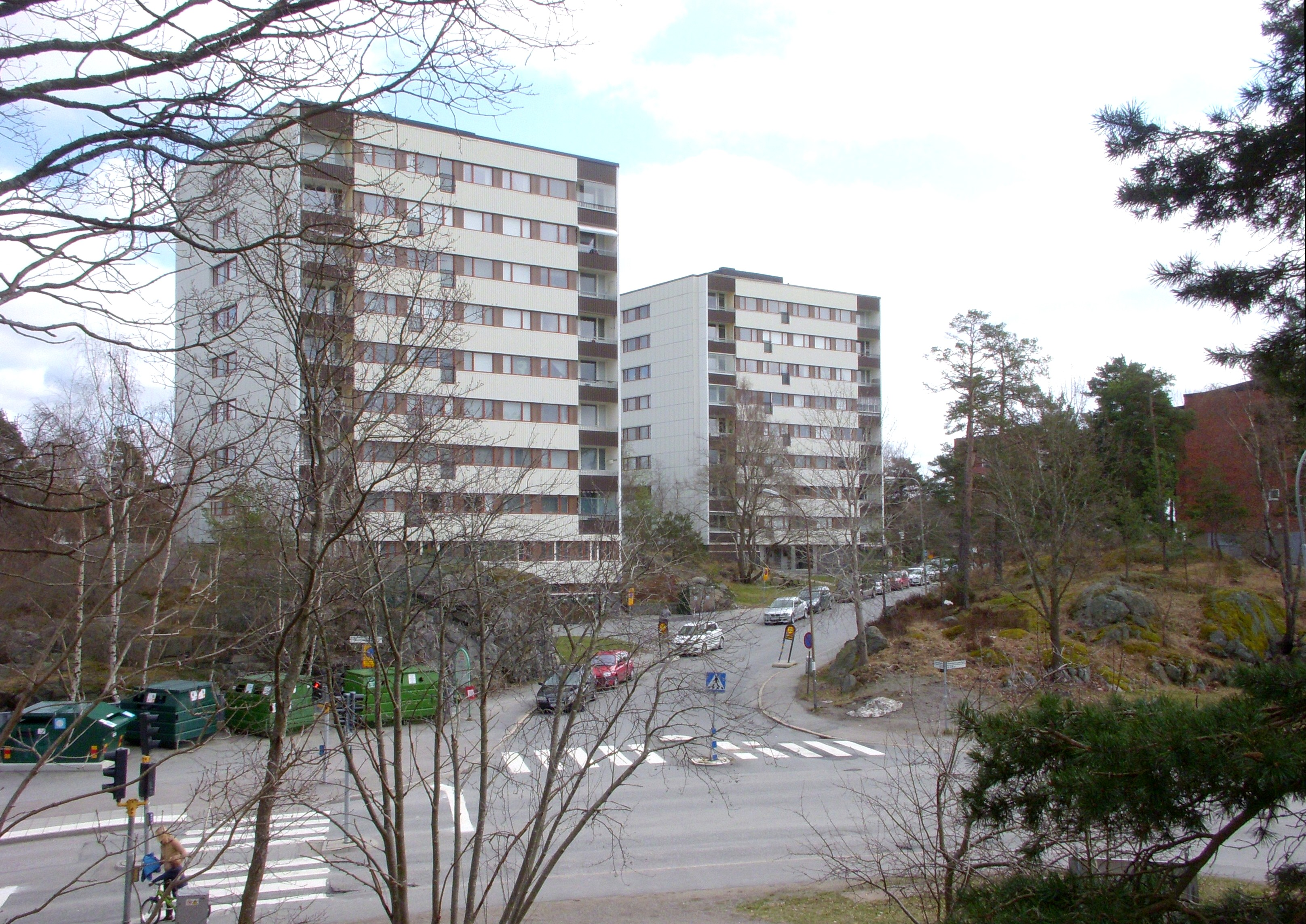
Punkthus vid Spelvägen
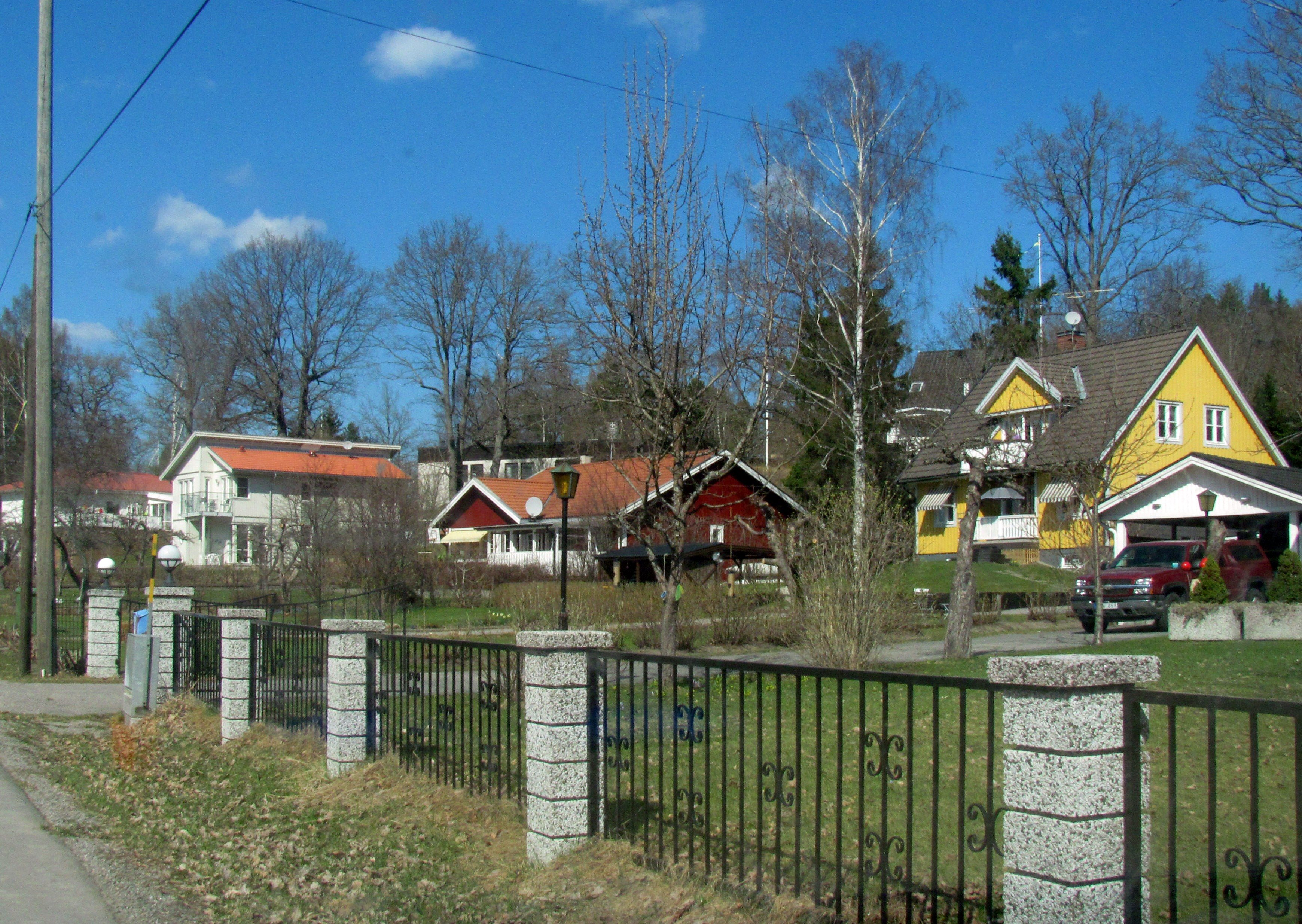
Bellmansvägen, Fållan
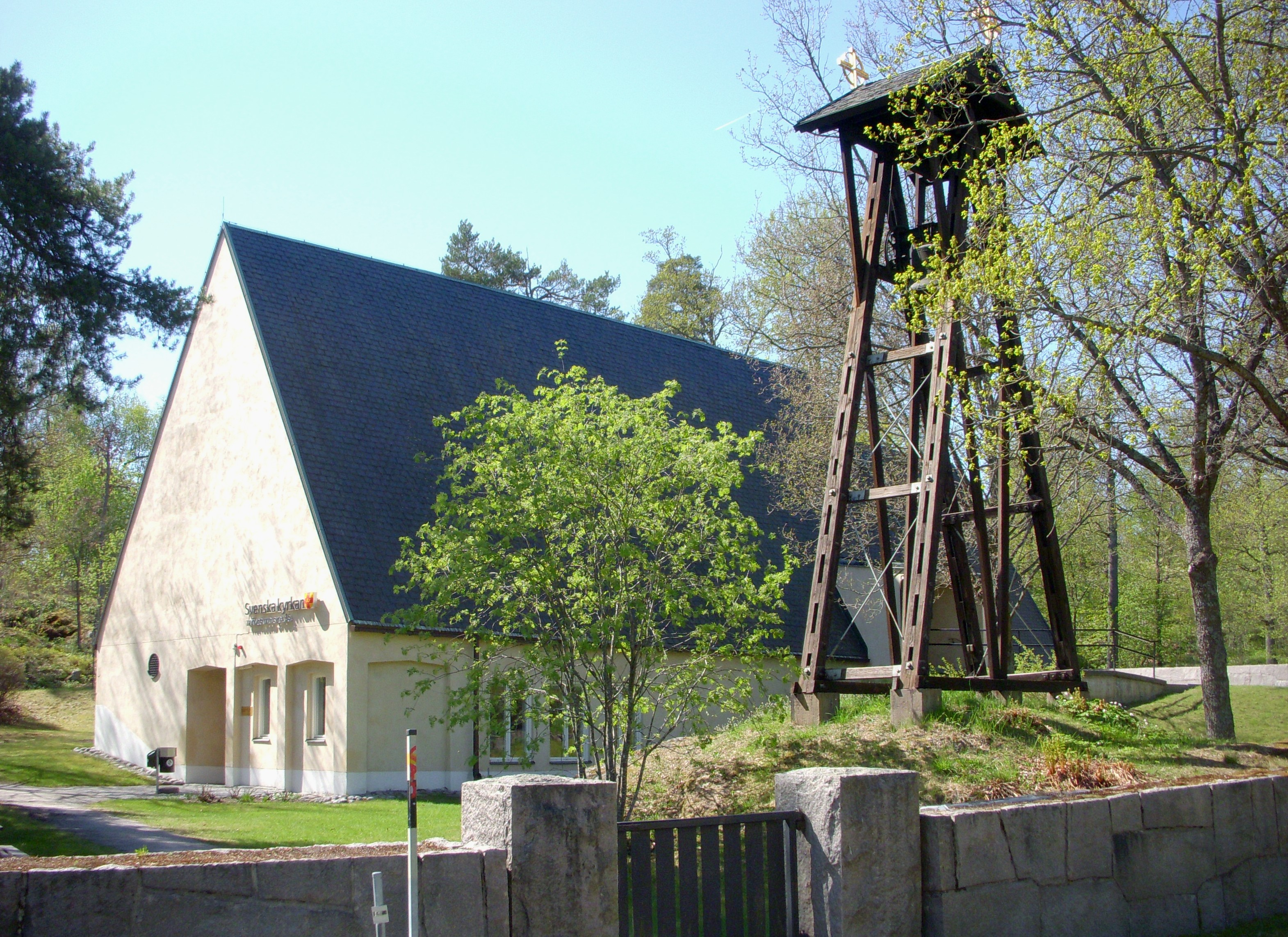
Tacksägelsekyrkan

## Skolor
- Edboskolan, Kvartettvägen 5-7
- Trångsundsskolan, Löparvägen 4
- Vretskolan, Laduvägen 4
- Östra gymnasiet, Kvartettvägen 2

## Sjöar
- Drevviken (del av)
- Magelungen (del av)
- Orlången (del av)
- Trehörningen (del av)
- Ågestasjön (hela sjön)

## Sevärda platser
- Bellmanslindarna
- Djupåns jättegrytor
- Orlångsjö
- Skolleden
- Södermanlands runinskrifter 301
- Trångsundsskogens naturreservat
- Ågestasjön med Ågesta gård